# Métrica de Schwarzschild

Una representación del paraboloide de Flamm, cuya curvatura geométrica coincide con la del plano de la eclíptica o ecuatorial de una estrella esféricamente simétrica.

La métrica de Schwarzschild es una solución exacta de las ecuaciones de Einstein del campo gravitatorio que describe el campo generado por una estrella o una masa esférica. Este tipo de solución puede considerarse una descripción relativista aproximada del campo gravitatorio del sistema solar (Región I). Y bajo ciertas condiciones también describe un tipo de agujero negro (Región II).
Matemáticamente, la métrica de Schwarzschild normalmente representa solo una parte del espacio-tiempo más grande posible con simetría esférica, la variedad diferencia maximal que amplía la métrica de Schwarzschild se conoce como métrica de Kruskal-Schwarzschild o solución de Kruskal. Sin embargo, esta solución representa un espacio totalmente vacío (además de algunos rasgos "exóticos"), por lo que no es físicamente relevante para describir un cuerpo o un agujero negro físico.

## Historia
La solución de Schwarzschild se llama así en honor al físico alemán Karl Schwarzschild (1873-1916), que encontró la solución exacta en 1916, un poco más de un mes después de la publicación de la teoría de la relatividad general de Einstein. Fue la primera solución exacta de las ecuaciones de campo de Einstein que no sean la solución trivial espacio plano. Schwarzschild murió poco después de que se publicase su trabajo, como consecuencia de una enfermedad que contrajo durante su servicio en el ejército alemán durante la Primera Guerra Mundial.
Johannes Droste en 1916, de manera independiente, llegó a la misma solución que Schwarzschild, aunque usando una derivación más simple y directa.
En los primeros años de la relatividad general había una gran confusión acerca de la naturaleza de las singularidades que se encuentran en las soluciones de Schwarzschild y en otras soluciones de las ecuaciones de campo de Einstein. En el artículo original de Schwarzschild, puso lo que ahora se conoce como el horizonte de sucesos en el origen de su sistema de coordenadas.

## Introducción
El Sol y otras estrellas con una velocidad de giro relativamente pequeña tienen un campo gravitatorio que puede ser descrito razonablemente bien por la teoría de gravitación de Newton. En el que la fuerza gravitatoria que experimenta un planeta de masa m a una distancia r del sol, ignorando la presencia de los otros planetas o astros menores también presentes en el sistema solar, por:

{\displaystyle \mathbf {F} =-{\frac {GM_{s}m}{r^{2}}}\mathbf {\hat {r}} }

Sin embargo, en ciertos cálculos la precisión obtenida mediante la fórmula anterior no es buena:
- Por ejemplo, para los planetas interiores, especialmente para Mercurio, se detectó un avance del perihelio, es decir, que el punto más próximo al Sol de este planeta en cada órbita alrededor de nuestra estrella estaba sistemáticamente avanzado, desplazado o "corrido" respecto a la órbita anterior.
- Para estrellas con radios solo ligeramente superiores al radio de Schwarzschild la geometría del plano de la eclíptica se aleja considerablemente de la forma plana.

Además de las discrepancias anteriores se encontraron otros efectos relativistas que no podían ser explicados mediante la teoría de Newton. La formulación de la teoría de la Relatividad General por parte de Einstein, y su aplicación al caso de un astro esférico proporcionó una nueva descripción del campo gravitatorio, aplicable al sistema solar que resultó encajar con las mediciones experimentales. De acuerdo a esta descripción los planetas siguen las líneas de mínima curvatura o líneas geodésicas de un espacio-tiempo curvo, por lo que la gravedad dejó de ser considerada una fuerza y pasó a interpretarse como un efecto de la curvatura del espacio-tiempo. 
Las siguientes secciones describen cómo es la geometría curvada asociada al campo gravitatorio de un astro simétrico. Salvo por la influencia local de la gravedad de los planetas la métrica de Schwarzschild describe de manera razonablemente aproximada el campo gravitatorio del sistema solar, con un grado de precisión más alto que la teoría de Newton, dando cuenta de hechos experimentales no explicables mediante la teoría de Newton (Véase más adelante Comparación con la teoría newtoniana).

### Condiciones matemáticas
Las condiciones de las que partió Schwarzschild para solucionar las ecuaciones de Einstein son las siguientes:
1. Estática: existe al menos un sistema de coordenadas donde la métrica no depende de la coordenada temporal (y donde los términos {\displaystyle dt\otimes dx_{i}} de la métrica son nulos, donde {\displaystyle x_{i}} es cualquier coordenada espacial).
2. Esféricamente simétrica: Las secciones espaciales ({\displaystyle t} constante) tienen la forma: {\displaystyle f(r)\mathrm {d} r\otimes \mathrm {d} r+r^{2}\mathrm {d} \Omega \otimes \mathrm {d} \Omega }. De este modo, la simetría será {\displaystyle \mathbb {R} \times SO(3)}.
3. Para grandes distancia a la fuente de gravedad, la solución debe ser la métrica de Minkowski.

## Forma de la métrica
En coordenadas casi-esféricas o coordenadas de Schwarzschild la métrica tiene la forma:

(1){\displaystyle g=-c^{2}\left(1-{\frac {2GM}{c^{2}r}}\right)\mathrm {d} t\otimes \mathrm {d} t+\left(1-{\frac {2GM}{c^{2}r}}\right)^{-1}\mathrm {d} r\otimes \mathrm {d} r+r^{2}\left(\mathrm {d} \theta \otimes \mathrm {d} \theta +\sin ^{2}\theta \ \mathrm {d} \phi \otimes \mathrm {d} \phi \right)}

Donde {\displaystyle G} es la constante de gravitación universal y {\displaystyle M} se interpreta como la masa aparente del objeto, planeta o estrella que crea el campo. El sistema de coordenadas anterior está definido solo para una región abierta definida del espacio-tiempo: aquella en la que pueden existir observadores estáticos (también llamada región I del espacio-tiempo de Kruskal). Si realizamos un cambio de coordenadas dado por las relaciones implícitas:

{\displaystyle (t,r,\theta ,\phi )\mapsto (T,R,\theta ,\phi )\qquad {\begin{cases}\left({\cfrac {c^{2}r}{2GM}}-1\right)e^{\frac {c^{2}r}{2GM}}=R^{2}-T^{2}\\{\cfrac {c^{3}t}{2GM}}=\ln \left({\cfrac {T+R}{R-T}}\right)=2{\mbox{tanh}}^{-1}{\cfrac {T}{R}}\end{cases}}}

Entonces la solución de Schwarzschild puede escribirse en estas nuevas coordenadas en la forma llamada métrica de Kruskal:

(2){\displaystyle g={\frac {4}{r}}\left({\frac {2GM}{c^{2}}}\right)^{3}e^{\left({\frac {c^{2}r}{2GM}}\right)}\left(-\mathrm {d} T\otimes \mathrm {d} T+\mathrm {d} R\otimes \mathrm {d} R\right)+r^{2}\left(\mathrm {d} \theta \otimes \mathrm {d} \theta +\sin ^{2}\theta \ \mathrm {d} \phi \otimes \mathrm {d} \phi \right)}

Los valores de la métrica están definidos ahora para cualquier valor de las coordenadas tales que {\displaystyle R^{2}-T^{2}>-1}. En esta forma las coordenadadas cubren tres regiones:
- Región I o región exterior de la solución de Schwarzsichild, caracterizada por {\displaystyle R>|T|\;}, que a grandes distancias se parece al campo gravitatorio creado por un astro de simetría esférica.
- Región II o región de agujero negro de la solución de Schwarzsichild, caracterizada por {\displaystyle {\sqrt {1+R^{2}}}>T>|R|}.
- Región III o región de agujero blanco de la solución de Schwarzsichild, caracterizada por {\displaystyle -{\sqrt {1+R^{2}}}<T<-|R|}.
- Región IV o región exterior paralela, caracterizada por {\displaystyle \displaystyle R<-|T|}. Esta región es idéntica a la región I, pero no entran en contacto causal.

## Propiedades del espacio-tiempo de Schwarzschild

### Contenido material
El contenido material de un espacio-tiempo viene dado por su tensor de energía-impulso, para el caso de la métrica de Schwarschild para la región con r > max(2GM/c2,Re) resulta estar completamente vacía, ya que el tensor de Ricci asociado a la métrica se anula en esa región. Por tanto, la métrica de Schwarzschild representa una solución de vacío, para la región exterior al cuerpo esférico que produce el campo gravitatorio.

### Geodésicas
Si {\displaystyle \gamma (\tau )=(t(\tau ),r(\tau ),\theta (\tau ),\phi (\tau ))\;} es la expresión de una curva en términos de un parámetro afín (como por ejemplo el tiempo propio), entonces esa curva será geodésica si se cumple que:

{\displaystyle {\begin{cases}{\ddot {t}}+{\cfrac {2\mu }{r(r-2\mu )}}{\dot {t}}{\dot {r}}=0\\{\ddot {r}}+{\cfrac {\mu (r-2\mu )}{r^{3}}}{\dot {t}}^{2}-{\cfrac {\mu }{r(r-2\mu )}}{\dot {r}}^{2}-(r-2\mu )\left[{\dot {\theta }}^{2}+\sin ^{2}\theta {\dot {\phi }}^{2}\right]=0\\{\ddot {\theta }}+{\cfrac {2{\dot {r}}}{r}}{\dot {\theta }}-\sin \theta \cos \theta {\dot {\phi }}^{2}=0\\{\ddot {\phi }}+{\cfrac {2{\dot {r}}}{r}}{\dot {\phi }}+{\cfrac {2}{\tan \theta }}{\dot {\phi }}{\dot {\theta }}=0\end{cases}}\qquad \mu :={\frac {GM}{c^{2}}}}

### Grupo de isometría
La solución de Schwarzschild presenta simetría respecto a traslaciones temporales t → t + h y además presenta simetría esférica. Por tanto su grupo de isometría maximal resulta ser isomorfo a {\displaystyle \mathbb {R} \times SO(3)}

### Tensor de curvatura
El tensor de curvatura en esta métrica en las coordenadas anteriores tiene las siguientes componentes no nulas:

{\displaystyle {\begin{matrix}R_{0303}=-\left(1-{\frac {2GM}{c^{2}r}}\right){\frac {GM}{r}}\sin ^{2}\theta ,&R_{1313}={\frac {GM}{c^{2}r-2GM}}\sin ^{2}\theta \\R_{0202}=-\left(1-{\frac {2GM}{c^{2}r}}\right){\frac {GM}{r}}&R_{1212}={\frac {GM}{c^{2}r-2GM}}\\R_{2323}=-\left(r-{\frac {2GM}{c^{2}}}\right)\sin ^{2}\theta ,&R_{0101}=-{\frac {2GM}{r^{3}}}\end{matrix}}}

Además de las correspondientes permutaciones.

## Regiones del espacio-tiempo de Schwarschild

### Región I: Comparación con la teoría newtoniana
La solución de Schwarzschild para la región exterior o región I, describe un espacio-tiempo en que las geodésicas o trayectorias seguidas por los planetas y cuerpos moviéndose en el campo gravitatorio como satélites artificiales. Las trayectorias predichas son similares a las trayectorias predichas por la teoría newtoniana de la gravitación a grandes distancias. Sin embargo, a distancias cercanas al centro que crea el campo gravitatorio asociado a la métrica de Schwarzschild predice nuevos efectos y correcciones que se desvían ligeramente de la predicción de la teoría newtoniana:
- El avance del perihelio de los planetas más cercanos al sol
- La curvatura o deflexión de los rayos de luz
- El desplazamiento hacia el rojo de la longitud de onda
- El retraso de una onda electromagnética que atraviesa el campo.

La siguiente tabla comparativamente las predicciones cuantitativas de ambas teorías para estos fenómenos:
|                                                        | Teoría newtoniana                                      | Solución de Schwarzschild                                                           |
| ------------------------------------------------------ | ------------------------------------------------------ | ----------------------------------------------------------------------------------- |
| Aceleración aparente respecto a un observador estático | {\displaystyle {\frac {GM}{r^{2}}}\,}                  | {\displaystyle {\frac {GM}{r^{2}}}\left(1+{\frac {GM}{c^{2}r}}\right)\,}            |
| Radio de una órbita circular                           | {\displaystyle {\frac {L^{2}}{GMm}}\,}                 | {\displaystyle {\frac {L^{2}}{GMm}}-3{\frac {GM}{c^{2}}}\,}                         |
| Factor de desplazamiento al rojo gravitacional         | {\displaystyle 1\,}                                    | {\displaystyle 1+{\frac {GM}{c^{2}r}}\,}                                            |
| Ángulo de deflexión de la luz                          | {\displaystyle \delta \phi ={\frac {2\,G\,M}{c^{2}R}}} | {\displaystyle \delta \phi ={\frac {4\,G\,M}{c^{2}R}}}                              |
| Ritmo de precesión del perihelio                       | {\displaystyle 0\,}                                    | {\displaystyle {\frac {\Delta \phi }{\omega _{\rm {orb}}}}={\frac {6\,\pi \,M}{R}}} |
| Tiempo de retardo                                      | {\displaystyle 0\,}                                    | {\displaystyle 2\,M+2\,M\;\log \left({\frac {4\,R_{1}\,R_{2}}{R^{2}}}\right)\,}     |

Donde L, momento angular.

### Región II: Agujero negro de Schwarzschild
Una de las características interesantes de un universo definido por la métrica de Schwarzschild es la posible ocurrencia de agujeros negros. De hecho fueron las propiedades encontradas en la solución de Schwarzschild, las que llevaron al desarrollo del concepto de agujero negro.
La solución de Schwarzschild contempla el hecho de cuando la masa que genera el campo se halla confinada dentro del radio de Schwarzschild, aparece una región de espacio-tiempo cuyo interior es invisible desde el exterior y dentro de la cual no es posible permanecer en reposo, es decir, donde no es posible encontrar observadores materiales estáticos. Eso es lo que se conoce como un agujero negro.
Un espacio-tiempo definido por la Schwarszchild presentará región II de agujero negro solo cuando toda la materia esté confinada dentro del horizonte de eventos. En un espacio tiempo que presente región II de agujero negro, resulta que cualquier observador que se mueva a lo largo de una geodésica presente en esta región, habrá llegado proveniente de la región I. Ya que toda geodésica temporal que pasa por la región II, se extiende en el pasado hacia la región I. Una vez dentro de la región II un observador no puede salir nunca de ella ya que cualquier línea de universo o trayectoria posible para dicho observador acaba inexorablemente cruzándose con la singularidad de tipo espacial. {\displaystyle R=+{\sqrt {T^{2}-1}}}

### Región III: Agujero blanco de Schwarzschild
Esta región es el como el reverso temporal de la región II. Cualquier observador material presente en ella, sólo puede proceder de la "singularidad" {\displaystyle R=-{\sqrt {T^{2}-1}}} y no puede permanecer estático en la región II, sino que necesariamente cualquier geodésica temporal que pasa por los puntos de la región III acaba saliendo hacia la región I.

### Región IV: Región exterior paralela
Esta región es totalmente idéntica a la Región I: una zona exterior al agujero negro asintóticamente plana. Sin embargo, no tiene contacto causal con esta salvo a través de los agujeros: observadores de las regiones I y IV pueden haber estado en contacto dentro del agujero blanco, o podrán establecerlo dentro del agujero negro.
La solución de Schwarzschild completa puede visualizarse como dos universos paralelos asintóticamente planos, conectados por una garganta o agujero de gusano, que se abre y vuelve a cerrar en un tiempo finito.
La relevancia física de las regiones III y IV es dudosa, ya que modelando el colapso gravitatorio de un cuerpo realista no produce tales regiones.